# Định Châu
Định Châu (chữ Hán giản thể: 定州市, âm Hán Việt: Định Châu thị) là một thành phố cấp phó địa thuộc địa cấp thị Bảo Định, tỉnh Hà Bắc, Cộng hòa Nhân dân Trung Hoa. Thành phố Định Châu có diện tích 1274 ki-lô-mét vuông, dân số năm 2002 là 1,12 triệu người. Mã số bưu chính của thành phố là 073000. Mã vùng điện thoại là 0312.  Tháp Liệu Địch cao 84 m được xây vào thời nhà Tống (năm 1055) hiện vẫn còn ở đây. 

## Phân chia hành chính
Về mặt hành chính, thành phố được chia thành 4 nhai đạo, 16 trấn, 4 hương và 1 hương dân tộc.
- Nhai đạo: Nam Thành Khu, Bắc Thành Khu, Tây Thành Khu, Trường An Lộ.
- Trấn: Lưu Tảo, Thanh Phong Điếm, Bàng Thôn, Chuyên Lộ, Minh Nguyệt Điếm, Đinh Ninh Điếm, Đông Đình, Đại Tân Trang, Đông Vượng, Cao Bồng, Hình Ấp, Lý Thân Cố, Tử Vị, Khai Nguyên, Chu Thôn, Tức Trủng.
- Hương: Đông Lưu Xuân, Dương Gia Trang, Đại Lộc Trang, Tây Thành.
- Hương dân tộc: Hương dân tộc Hồi Hào Đầu Trang.